# 勒天拿體育會
拉蒂納足球俱樂部（Unione Sportiva Latina Calcio）是意大利的一家足球俱樂部。主場位於意大利拉齊奧大區的拉蒂納。球隊現在參加意大利足球丙级联赛的賽事。拉蒂納足球俱樂部創建於1945年，在歷史上長期參加意丙和意丁聯賽。2012-13賽季，球隊首次參加意乙聯賽的賽事。

## 外部連結
- 官方網站 （意大利文）